# Méliphage unicolore
Stomiopera unicolor
Espèce
Statut de conservation UICN

 LC  : Préoccupation mineure
Le Méliphage unicolore (Stomiopera unicolor, anciennement Lichenostomus unicolor) est une espèce de passereaux de la famille des Meliphagidae. D'après le Congrès ornithologique international, c'est une espèce monotypique.

## Répartition
Cette espèce est présente uniquement dans le nord de l'Australie.

## Habitat
Il habite les forêts humides de basse altitude et les mangroves tropicales et subtropicales.

## Taxinomie
À la suite des travaux phylogéniques de Nyári et Joseph (2011), cette espèce est déplacée du genre Lichenostomus vers le genre Stomiopera par le Congrès ornithologique international dans sa classification de référence version 3.4 (2013).